# Campeonato Uruguayo de Fútbol Femenino Divisional C 2022
El Campeonato Uruguayo de Fútbol Femenino 2022 es el primer torneo de tercera división de fútbol uruguayo femenino organizado por la Asociación Uruguaya de Fútbol, disputado en 2022. El campeonato se juega a dos ruedas, apertura y clausura.

## Descripción

### Formato
El campeonato se juega a dos ruedas, Torneo Apertura y Torneo Clausura, de siete fechas cada una, en donde se definirá el campeón y el ascenso a segunda división. La actividad de fútbol femenino de mayores en 2022 en todas las divisionales recién comenzó en julio luego de varias postergaciones, lo que en su momento motivó los reclamos de las jugadoras por las decisiones de la AUF.

### Equipos participantes
El 6 de julio se confirmaron los equipos participantes y el fixture del Torneo Apertura. Los equipos que pelearán por el campeonato son:
| Equipo           | Localía    |
| ---------------- | ---------- |
| Cerrito          | Montevideo |
| Cerro            | Montevideo |
| Huracán Buceo    | Montevideo |
| Keguay           | Toledo     |
| La Luz           |            |
| Paso de la Arena | Montevideo |
| UdelaR           | Montevideo |

## Torneo Apertura
El Torneo Apertura de la Tercera División de Fútbol Femenino comenzó a disputarse el 17 de julio de 2022, en un esquema de todos contra todos y en cada fecha un equipo queda libre por el número impar de participantes. La Luz City Park se consagró campeón del torneo en la última fecha al ganar sobre UdelaR, terminando invicto en esta primera mitad con cinco victorias y un empate.

### Tabla de posiciones
| Pos. | Equipo           | Pts. | PJ | PG | PE | PP | GF | GC | Dif. |
| ---- | ---------------- | ---- | -- | -- | -- | -- | -- | -- | ---- |
| 1.º  | La Luz City Park | 16   | 6  | 5  | 1  | 0  | 10 | 2  | 8    |
| 2.º  | Cerro            | 15   | 6  | 5  | 0  | 1  | 15 | 4  | 11   |
| 3.º  | Huracán Buceo    | 10   | 6  | 3  | 1  | 2  | 18 | 9  | 9    |
| 4.º  | Cerrito          | 8    | 6  | 2  | 2  | 2  | 21 | 11 | 10   |
| 5.º  | UdelaR           | 5    | 6  | 1  | 2  | 3  | 6  | 13 | −7   |
| 6.º  | Keguay           | 3    | 6  | 1  | 0  | 5  | 6  | 22 | −16  |
| 7.º  | Paso de la Arena | 2    | 6  | 0  | 2  | 4  | 4  | 19 | −15  |

|  | Campeón del Torneo Apertura. |

### Calendario
Fecha 1
| 17 de julio de 2022 | Cerrito | 4-4 | Huracán Buceo | Complejo Juventud Melilla, Montevideo |  |
| 18:30               |         |     |               |                                       |  |

| 20 de julio de 2022 | Paso de la Arena | 0-2 | Cerro | Parque Keguay, Toledo |  |
| 20:30               |                  |     |       |                       |  |

| 21 de julio de 2022 | La Luz | 3-1 | Keguay | Parque Keguay, Toledo |  |
| 18:00               |        |     |        |                       |  |

Libre: UdelaR.
Fecha 2
| 23 de julio de 2022 | UdelaR | 1-1 | Paso de la Arena | Estadio Charrúa, Montevideo |  |
| 21:00               |        |     |                  |                             |  |

| 24 de julio de 2022 | Cerrito | 0-2 | La Luz | Complejo Juventud Melilla, Montevideo |  |
| 17:00               |         |     |        |                                       |  |

| 24 de julio de 2022 | Cerro | 3-1 | Keguay | Estadio Charrúa, Montevideo |  |
| 20:30               |       |     |        |                             |  |

Libre: Huracán Buceo.
Fecha 3
| 31 de julio de 2022 | Keguay | 3-2 | Paso de la Arena | Estadio Charrúa, Montevideo |  |
| 15:30               |        |     |                  |                             |  |

| 3 de agosto de 2022 | La Luz | 2-1 | Cerro | Complejo Juventud Melilla, Montevideo |  |
| 19:00               |        |     |       |                                       |  |

| 4 de agosto de 2022 | UdelaR | 0-4 | Huracán Buceo | Complejo Libertad Washington, Montevideo |  |
| 21:00               |        |     |               |                                          |  |

Libre: Cerrito.
Fecha 4
| 7 de agosto de 2022 | Cerro | 3-0 | Huracán Buceo | Estadio Charrúa, Montevideo |  |
| 15:30               |       |     |               |                             |  |

| 7 de agosto de 2022 | Paso de la Arena | 0-0 | La Luz | Estadio Charrúa, Montevideo |  |
| 18:00               |                  |     |        |                             |  |

| 7 de agosto de 2022 | Cerrito | 2-2 | UdelaR | Estadio Charrúa, Montevideo |  |
| 20:30               |         |     |        |                             |  |

Libre: Keguay.
Fecha 5
| 13 de agosto de 2022 | Keguay | 1-5 | Cerrito | Parque Keguay, Toledo |  |
| 15:00                |        |     |         |                       |  |

| 14 de agosto de 2022 | Huracán Buceo | 4-1 | Paso de la Arena | Parque Huracán Buceo, Montevideo |  |
| 15:00                |               |     |                  |                                  |  |

| 14 de agosto de 2022 | UdelaR | 0-4 | Cerro | Estadio Charrúa, Montevideo |  |
| 18:30                |        |     |       |                             |  |

Libre: La Luz.
Fecha 6
| 21 de agosto de 2022 | Cerrito | 1-2 | Cerro | Estadio Charrúa, Montevideo |  |
| 13:00                |         |     |       |                             |  |

| 21 de agosto de 2022 | La Luz | 1-0 | Huracán Buceo | Complejo Juventud Melilla, Montevideo |  |
| 14:00                |        |     |               |                                       |  |

| 21 de agosto de 2022 | Keguay | 0-3 | UdelaR | Estadio Charrúa, Montevideo |  |
| 21:00                |        |     |        |                             |  |

Libre: Paso de la Arena.
Fecha 7
| 28 de agosto de 2022 | UdelaR | 0-2 | La Luz | Estadio Charrúa, Montevideo |  |
| 16:00                |        |     |        |                             |  |

| 31 de agosto de 2022 | Cerrito | 9-0 | Paso de la Arena | Complejo Libertad Washington, Montevideo |                             |
| 19:00                |         |     |                  | Árbitro(s): Nicolás Salinas              | Árbitro(s): Nicolás Salinas |

| 4 de septiembre de 2022 | Huracán Buceo | 6-0 | Keguay | Complejo Juventud Melilla, Montevideo |  |
| 16:00                   |               |     |        |                                       |  |

Libre: Cerro.

## Torneo Clausura

### Tabla de posiciones
| Pos. | Equipo           | Pts. | PJ | PG | PE | PP | GF | GC | Dif. |
| ---- | ---------------- | ---- | -- | -- | -- | -- | -- | -- | ---- |
| 1.º  | UdelaR           | 14   | 6  | 4  | 2  | 0  | 12 | 5  | 7    |
| 2.º  | La Luz City Park | 12   | 6  | 3  | 3  | 0  | 7  | 3  | 4    |
| 3.º  | Huracán Buceo    | 11   | 6  | 3  | 2  | 1  | 14 | 7  | 7    |
| 4.º  | Cerro            | 10   | 6  | 3  | 1  | 2  | 10 | 6  | 4    |
| 5.º  | Cerrito          | 8    | 6  | 2  | 2  | 2  | 16 | 9  | 7    |
| 6.º  | Paso de la Arena | 3    | 6  | 1  | 0  | 5  | 8  | 13 | −5   |
| 7.º  | Keguay           | 0    | 6  | 0  | 0  | 6  | 1  | 25 | −24  |

### Calendario
Fecha 1
| 11 de septiembre de 2022 | Huracán Buceo | 3-3 | Cerrito | Parque Huracán Buceo, Montevideo |  |
| 15:30                    |               |     |         |                                  |  |

| 11 de septiembre de 2022 | Keguay | 0-2 | La Luz City Park | Parque Keguay, Toledo |  |
| 16:30                    |        |     |                  |                       |  |

| 11 de septiembre de 2022 | Cerro | 3-0 | Paso de la Arena | Estadio Charrúa, Montevideo |  |
| 19:00                    |       |     |                  |                             |  |

Libre: UdelaR.
Fecha 2
| 17 de septiembre de 2022 | Keguay | 0-3 | Cerro | Parque Keguay, Toledo |  |
| 16:30                    |        |     |       |                       |  |

| 17 de septiembre de 2022 | Paso de la Arena | 1-2 | UdelaR | Estadio Charrúa, Montevideo |  |
| 21:00                    |                  |     |        |                             |  |

| 18 de septiembre de 2022 | La Luz City Park | 1-1 | Cerrito | Complejo Juventud Melilla, Montevideo |  |
| 15:30                    |                  |     |         |                                       |  |

Libre: Huracán Buceo.
Fecha 3
| 24 de septiembre de 2022 | Paso de la Arena | 5-0 | Keguay | Estadio Charrúa, Montevideo |  |
| 18:31                    |                  |     |        |                             |  |

| 25 de septiembre de 2022 | Huracán Buceo | 1-1 | UdelaR | Complejo Huracán, Montevideo |  |
| 15:30                    |               |     |        |                              |  |

| 25 de septiembre de 2022 | Cerro | 1-1 | La Luz City Park | Estadio Charrúa, Montevideo |  |
| 20:30                    |       |     |                  |                             |  |

Libre: Cerrito.
Fecha 4
| 2 de octubre de 2022 | La Luz City Park | 1-0 | Paso de la Arena | Complejo Rentistas, Montevideo |  |
| 14:15                |                  |     |                  |                                |  |

| 2 de octubre de 2022 | Huracán Buceo | 3-0 | Cerro | Complejo Huracán, Montevideo |  |
| 15:30                |               |     |       |                              |  |

| 2 de octubre de 2022 | UdelaR | 2-1 | Cerrito | Complejo "La Familia", Montevideo |  |
| 16:00                |        |     |         |                                   |  |

Libre: Keguay.
Fecha 5
| 9 de octubre de 2022 | Paso de la Arena | 1-2 | Huracán Buceo | Complejo Deportivo Parque del Plata, Parque del Plata |  |
| 15:00                |                  |     |               |                                                       |  |

| 9 de octubre de 2022 | Cerrito | 6-0 | Keguay | Parque Maracaná, Montevideo |  |
| 16:00                |         |     |        |                             |  |

| 9 de octubre de 2022 | Cerro | 1-2 | UdelaR | Complejo Deportivo Villa Teresa, Montevideo |  |
| 16:30                |       |     |        |                                             |  |

Libre: La Luz City Park.
Fecha 6
| 16 de octubre de 2022 | UdelaR | 4-0 | Keguay | Parque Keguay, Toledo |  |
| 10:00                 |        |     |        |                       |  |

| 16 de octubre de 2022 | Huracán Buceo | 0-1 | La Luz City Park | Parque Huracán Buceo, Montevideo |  |
| 15:30                 |               |     |                  |                                  |  |

| 16 de octubre de 2022 | Cerro | 2-0 | Cerrito | Complejo Deportivo Villa Teresa, Montevideo |  |
| 16:00                 |       |     |         |                                             |  |

Libre: Paso de la Arena.
Fecha 7
| 23 de octubre de 2022 | Paso de la Arena | 1-5 | Cerrito | Complejo Libertad Washington, Montevideo |  |
| 16:30                 |                  |     |         |                                          |  |

Libre: Cerro.
Los partidos La Luz-UdelaR y Keguay-Huracán Buceo fueron inicialmente fijados para el 22 de octubre a las 16:00 en el Complejo Rentistas y en el Parque Keguay respectivamente, sin embargo fueron postergados y  el complemento de esta fecha se disputó el 30 de octubre como sigue:
| 30 de octubre de 2022 | La Luz City Park | 1-1 | UdelaR | Estadio Charrúa, Montevideo |                           |
| 16:00                 |                  |     |        | Árbitro(s): Diego Ledesma   | Árbitro(s): Diego Ledesma |

| 30 de octubre de 2022 | Keguay | 1-5 | Huracán Buceo | Parque Keguay, Toledo       |                             |
| 16:00                 |        |     |               | Árbitro(s): Nicolás Salinas | Árbitro(s): Nicolás Salinas |

## Tabla anual
La tabla general de todo el año que suma ambos torneos es la siguiente:
| Pos. | Equipo           | Pts. | PJ | PG | PE | PP | GF | GC | Dif. |
| ---- | ---------------- | ---- | -- | -- | -- | -- | -- | -- | ---- |
| 1.º  | La Luz City Park | 28   | 12 | 8  | 4  | 0  | 17 | 5  | 12   |
| 2.º  | Cerro            | 25   | 12 | 8  | 1  | 3  | 25 | 10 | 15   |
| 3.º  | Huracán Buceo    | 21   | 12 | 6  | 3  | 3  | 32 | 16 | 16   |
| 4.º  | UdelaR           | 19   | 12 | 5  | 4  | 3  | 18 | 18 | 0    |
| 5.º  | Cerrito          | 16   | 12 | 4  | 4  | 4  | 37 | 20 | 17   |
| 6.º  | Paso de la Arena | 5    | 12 | 1  | 2  | 9  | 12 | 32 | −20  |
| 7.º  | Keguay           | 3    | 12 | 1  | 0  | 11 | 7  | 47 | −40  |